# Cung điện ở Krasków
Cung điện ở Krasków (tiếng Ba Lan: Pałac w Kraskowie) là một cung điện được xây dựng vào năm 1746 ở Krasków - một ngôi làng ở Ba Lan, thuộc thị trấn Świdnica, tỉnh Dolnośląskie. Cung điện nằm trong một khu phức hợp, cũng bao gồm một công viên, một con đường có trồng cây hai bên từ thế kỷ 19, một tòa nhà phụ từ năm 1746, một chuồng ngựa có từ đầu thế kỷ 19. Cung điện có tên trong sổ đăng ký di tích.

## Lịch sử
Công trình kiến trúc này được xây dựng bởi Bá tước David Sigismund von Zedlitz und Leipe. Ban đầu, có một lâu đài khác ở đây. Tuy nhiên, nó đã bị phá huỷ trong Chiến tranh Ba Mươi Năm trong giai đoạn 1618-1648. Một cung điện mới được xây dựng thay thế vào đó. Vào cuối thế kỷ 17, Anna Elizabeth von Zeidlitz trở thành chủ sở hữu mới của cung điện và cả ngôi làng. Không may, cung điện bị thiêu rụi trong một trận hỏa hoạn. Sau đó, chủ sở hữu mới của cung điện, David Sigismund von Zedlitz und Leipe, đã giao dự án xây dựng lại cung điện cho Fischer von Erlach.Theo đó, một cung điện theo phong cách Baroque được xây dựng và hoàn thành vào năm 1746. Sau khi Thế chiến thứ hai kết thúc, cung điện (bị tàn phá trong chiến tranh) được Cộng hòa Nhân dân Ba Lan quốc hữu hóa. Năm 1992, một nhà buôn đồ cổ người Áo đã mua và xây dựng lại cung điện để biến nơi  đây thành một khách sạn sang trọng.